# Hartshead, Greater Manchester
Hartshead var en civil parish från 1894 till 1974, i grevskapet Lancashire (nu Greater Manchester), i England. Denna civil parish hade 539 invånare år 1951.